# Differenzielle optische Absorptionsspektroskopie
Die differenzielle (auch differentielle)  optische Absorptionsspektroskopie (kurz DOAS) ist eine in der Umweltüberwachung verwendete physikalisch-chemische Fernerkundungsmethode, mit der sich Spuren chemischer Verbindungen qualitativ und quantitativ nachweisen lassen. Die DOAS wird zur Analyse atmosphärischer Spurenstoffe verwendet. Mit ihr lässt sich beispielsweise die Ozonkonzentration in der Erdatmosphäre messen. Weitere Spurengase sind u. a. Stickstoffdioxid (NO2), Stickstoffmonoxid (NO), Schwefeldioxid (SO2), Methan, Formaldehyd, Brommonoxid (BrO), Iodmonoxid (IO), Chlormonoxid (ClO) und Chlorperoxid (OClO), Wasser, Salpetrige Säure und Glyoxal.
Ulrich Platt erhielt für die  Entwicklung der DOAS 2010 den Robert-Wichard-Pohl-Preis.

## Überblick
Die DOAS basiert auf der frequenz- bzw. wellenlängenabhängigen Absorption von Licht in gasförmiger Materie. Das Licht kann hierbei von einer künstlichen Quelle wie einer Hochdruckentladungslampe, einer Leuchtdiode oder einer natürlichen, extraterrestrischen Quelle wie der Sonne stammen. Da die Lichtabsorption in der Atmosphäre gering ist, wird zur Messung von Spurengasen eine ausreichend große Wegstrecke in der Atmosphäre zwischen Lichtquelle und Spektrometer benötigt (ca. 100 m bis mehrere Kilometer). Wird das gestreute Sonnenlicht als Lichtquelle verwendet, so wird die Absorption in der gesamten Atmosphäre erfasst. Es kann je nach Gas eine Empfindlichkeit im ppb- bis ppt-Bereich (10−9 bis 10−12) erreicht werden.
Im Gegensatz zu anderen Methoden der Absorptionsspektroskopie wird bei der differenziellen optischen Absorptionsspektroskopie nicht das ganze Spektrum untersucht, sondern es werden nur Wellenlängen nahe den Absorptionsstrukturen eines zu untersuchenden Gases erfasst und es wird die Gaskonzentration dort aus dem charakteristischen Unterschied der Absorption direkt bei den Absorptionsstrukturen errechnet, oftmals simultan für mehrere Absorber. Dies ist notwendig um die breitbandigen Absorptionswirkungsquerschnitte von Mie- und Rayleighstreuung von den höherfrequenten Wirkungsquerschnitten der Spurenstoffe zu unterscheiden. Aufgrund verschiedener Faktoren ist der Auswertewellenlängenbereich beschränkt. Bei passiven atmosphärischen Messungen kann dies bspw. auch der unterschiedliche Strahlungstransport durch verschiedene Luftschichten aufgrund der Wellenlängenabhängigkeit von Rayleighstreuung sein. Die untersuchten Absorptionsstrukturen liegen meistens im Bereich des ultravioletten oder sichtbaren Lichts, aber auch im nahen Infrarot. Die DOA-Spektroskopie ist daher eng mit der in der analytischen Chemie gebräuchlichen UV/VIS-Spektroskopie verwandt.

## MAX-DOAS
Bei passiven DOAS-Systemen können durch Änderungen in der Messgeometrie, bspw. des Elevationswinkel des Teleskops, weitere Informationen über die Höhenverteilung der Spurenstoffe erlangt werden. Dieses Verfahren heißt dann i. A. MAX-DOAS (Multi AXiale differenzielle optische Absorptionsspektroskopie) und kann, bei Messung verschiedener O4-Absorptionsbanden, auch genutzt werden, um Aerosolprofile zu bestimmen. Hierfür wird ausgenutzt, dass man die Verteilung von O4 in der Atmosphäre kennt und auch dessen Absorption in verschiedenen Wellenlängenbereichen messen kann. Somit kann man über ein inverses Modell auf Basis von Strahlungstransfermodellen wie bspw. SCIATRAN auf die ursprüngliche Aerosol- und Spurenstoffverteilung schließen.
Da DOAS ein kalibrierfreies Messverfahren ist, können bspw. MAX-DOAS-Messungen dazu verwendet werden, andere Messverfahren zu kalibrieren. Für Kameras, die die Ausbreitung von SO2 an Vulkanen beobachten, ist dies naheliegendes Vorgehen. Die Tatsache, dass man für Messungen keinerlei Kalibrierung braucht, ergibt sich daraus, dass gängige DOAS-Messgeräte die optische Dicke durch zwei Spektren, einmal mit und einmal ohne Absorption, messen und sich die Säulendichte und danach die Konzentration direkt aus dieser optischen Dichte und dem – zeitlich konstanten – Wirkungsquerschnitt des Absorbers ergeben.

## Satellitenmessungen
Satellitengestützte Messinstrumente wie etwa SCIAMACHY können genutzt werden, um mit Hilfe des DOAS-Verfahrens globale Spurenstoffkarten zu erstellen. Hier existieren Karten u. a. von Stickstoffdioxid (NO2), Stickstoffmonoxid (NO), Schwefeldioxid (SO2), Methan, Formaldehyd, Brommonoxid (BrO), Chlormonoxid (ClO) und Chlorperoxid (OClO), Wasser und verschiedenen Aeorosolparametern. GOME bzw. GOME-2 wurden zur Bestimmung von Ozon (O3) gebaut; es werden aber auch verschiedene andere Spurenstoffe (NO2, SO2, BrO und OClO) gemessen.

## Aktive DOAS Varianten
Messungen mit eigener Lichtquelle werden unter dem Begriff „aktiv“ zusammengefasst. Hierzu gehören Langpfad-DOAS, Multireflexionszellen  und Cavity-Enhanced DOAS. Im ersten Falle wird mit Spiegeln und einem Teleskop ein langer Lichtweg erreicht, bei den beiden letzten Verfahren wird dies durch eine Faltung des Lichtwegs auf beschränkterem Raum erreicht. Die erreichten Weglängen variieren zwischen wenigen hundert Metern für Multireflexionszellen und mehreren Kilometern für Langpfad- und Cavity-Systeme.

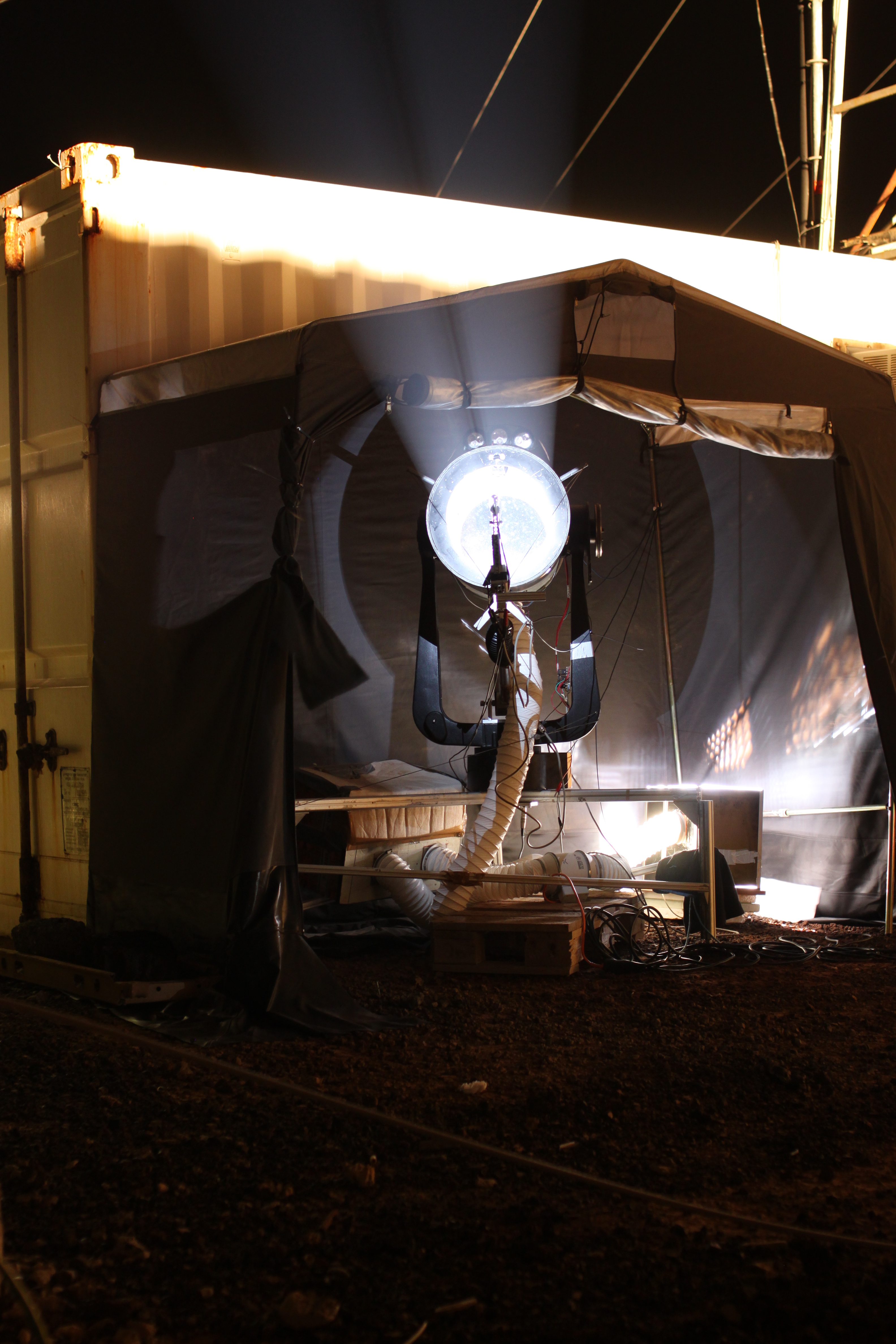
Langpfad-DOAS System auf Cape Verde Atmospheric Observatory CVAO auf São Vicente, Kap Verde